# Biên giới Ba Lan–Slovakia
Biên giới Ba Lan–Slovakia là biên giới nhà nước giữa Cộng hòa Ba Lan và Cộng hòa Slovakia và tồn tại chính thức dưới hình thức hiện đại từ ngày 1 tháng 1 năm 1993, kể từ thời điểm giải thể Tiệp Khắc thành hai quốc gia độc lập. Trước sự sụp đổ của Tiệp Khắc, biên giới hiện tại với Slovakia là một phần của biên giới cũ và có một chiều hướng gần như giống hệt nhau với những sửa đổi nhỏ được thực hiện trong những năm sau đó. Biên giới dài 541 km.

## Chiều hướng biên giới
Biên giới với Slovakia chạy từ Jaworzynka Trzycatka qua đèo Zwardońska, Wielka Racza, Wielki Rycea, đèo Glinka, Pilsko, Babia Góra, Chyżne, qua thung lũng Orava, sườn núi chính của dãy núi Thung lũng Dunajec, qua Pieniny, Thung lũng Poprad, qua Muszynę, Przełęcz Tylicka, Dukielska và Łupkowska, đến đỉnh Krzemieniec, tại Przełęczą Użocka.

## Lịch sử

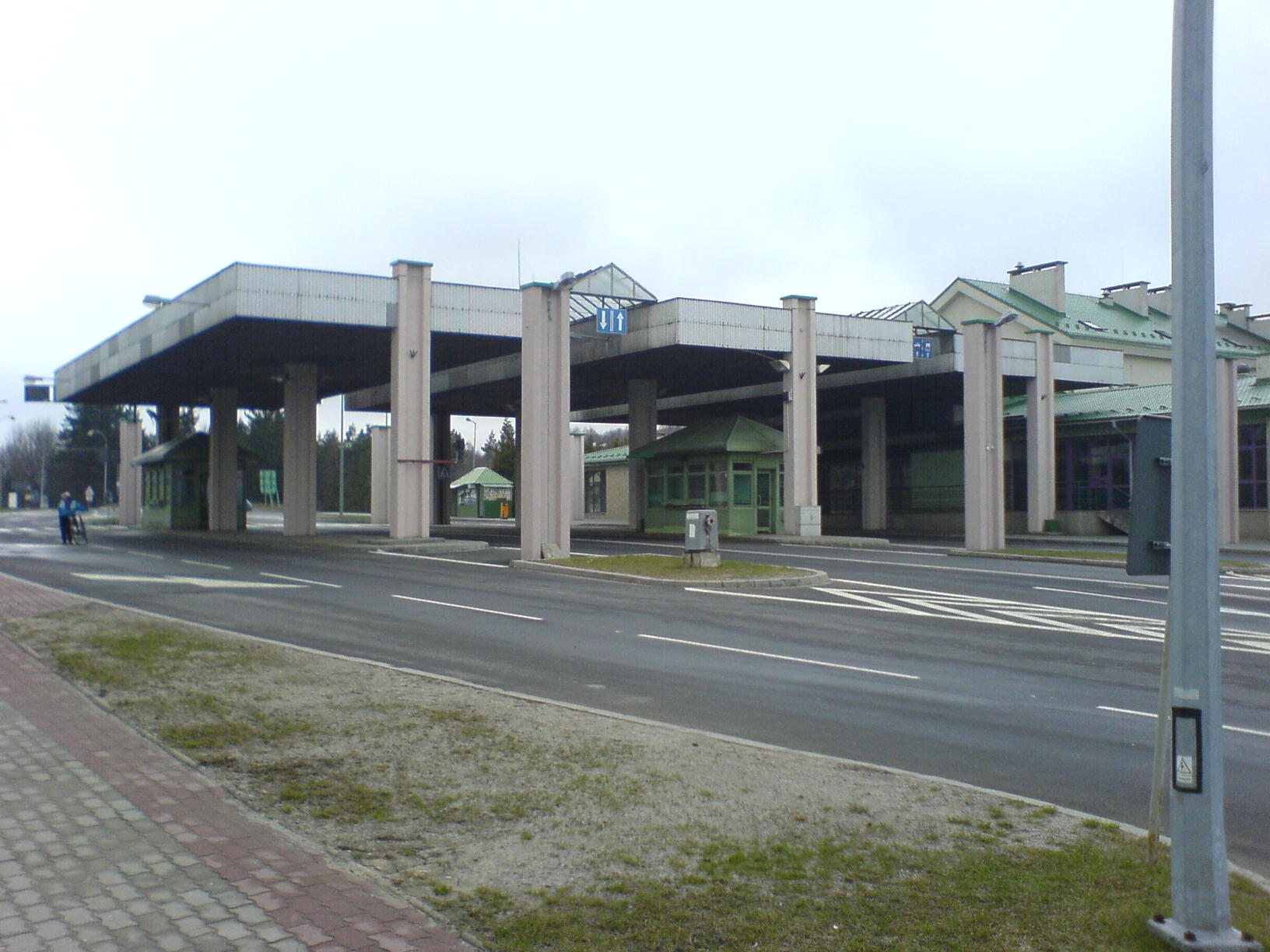
Cửa khẩu đã không sử dụng qua biên giới Ba Lan-Slovak với các tuyến châu Âu E37. Ảnh chụp vào tháng 4 năm 2008, sau khi Ba Lan và Slovakia tham gia Hiệp định Schengen

Khi Cộng hòa Slovakia được thành lập vào ngày 14 tháng 3 năm 1939 (chính thức độc lập, nhưng do Đức Quốc xã kiểm soát), biên giới Ba Lan-Tiệp Khắc đã không còn tồn tại, trở thành một phần của biên giới Ba Lan-Séc (với Vùng bảo hộ của Bohemia và Moravia), biên giới Ba Lan. Biên giới Slovak và Ba Lan-Hungary.
Biên giới Ba Lan–Slovakia sau đó bắt đầu chạy 0,55 km về phía tây của núi Mały Połom (Trojačka) ở độ cao 1058m so với mực nước biển, sau đó chạy về phía đông qua núi Vel. Polom (1067 m so với mực nước biển), phía nam đèo Jablunkov, phía bắc Czacy và Czarna, sau đó qua Wielka Racza, Pilsko, Babia Góra, Chyżne, băng qua thung lũng Orava và sườn núi chính của Tatras. Sau đó, nó chạy qua thung lũng Białka dọc theo Thung lũng Dunajec, qua Dãy núi Pieniny, qua thung lũng Poprad, qua Muszynę và kết thúc khóa học của nó ở đỉnh Czernin (ernina) (929 m trên mực nước biển) ở vùng lân cận Lupków, biên giới ba bên của Ba Lan, Slovakia và Hungary đã được định vị. Biên giới Ba Lan–Slovakia tồn tại trên thực tế cho đến ngày 28 tháng 9 năm 1939 (sau đó trở thành biên giới Đức-Xô) và chính thức cho đến năm 1958, bởi vì chỉ ngày 13 tháng 6 năm 1958, chính phủ Cộng hòa Nhân dân Ba Lan và Cộng hòa Xã hội Chủ nghĩa Tiệp Khắc đã ký kết một thỏa thuận giải quyết tranh chấp biên giới.
Theo thỏa thuận giữa Cộng hòa Ba Lan và Cộng hòa Slovak được ký kết tại Lubovla vào ngày 29 tháng 7 năm 2002 và phê chuẩn năm 2005 : Gần tháp quan sát trên đèo Dukla ở khu vực thị trấn Barwinek của Ba Lan và Slovakia thị trấn Vyšný Komárnik, Slovakia đã từ bỏ lãnh thổ 376 mét vuông và Ba Lan đã bàn giao lãnh thổ của cùng một khu vực (sự thay đổi được cho là do không thể khôi phục con đường biên giới chung cho tiểu bang trước đó, được xây dựng vào năm 1958 để cho phép khách du lịch Slovakia xem những nơi chiến đấu. Sau khi sửa chữa, biên giới chạy giữa đường) trên sông Dunajec trong vùng lân cận của thị trấn Ba Lan Sromowce Niżne và Sromowce Wyżne và các thị trấn ervený Kláštor và Spišská Stará Ves của Slovakia, một phần của hòn đảo không tên 2289 m2 đã đầu hàng cho Slovakia và Slovakia đã nhường chỗ cho một phần của đảo Nokiel với cùng một khu vực (sự thay đổi được cho là do không có khả năng giải quyết các dấu biên giới ở đúng nơi, do sự thay đổi hình dạng của hòn đảo).
Trong khu vực thị trấn Ba Lan của Jaworzynka và thị trấn Slovakian của Skalité, Ba Lan rút khỏi 304 mét vuông lãnh thổ, và Slovakia đã rút lãnh thổ của cùng một khu vực (sự thay đổi được quyết định bởi các yêu cầu của người dân - sau 1953 một con đường được băng qua có nhiều lần qua biên giới, gây ra nhiều khó khăn trong việc tiếp cận lô đất ở cả hai bên, bây giờ biên giới chạy giữa đường). Tổng cộng, Ba Lan đã chuyển sang Slovakia và ngược lại các vùng lãnh thổ có diện tích 2969 mét vuông (gần 0,30 ha).